# Стівен Такахасі
Стівен Такахасі (англ. Steven Takahashi; нар. 8 квітня 1992) — канадський борець вільного та греко-римського стилів, бронзовий призер чемпіонатів світу серед студентів, дворазовий бронзовий призер Панамериканських чемпіонатів, бронзовий призер Панамериканських ігор, срібний призер Ігор Співдружності у змаганнях з вільної боротьби.

## Життєпис
Боротьбою почав займатися з 2004 року. У 2008 році став Панамериканським чемпіоном серед кадетів. У 2010 році виграв Чемпіонат Співдружності серед юніорів та здобув срібну медаль Панамериканського чемпіонату серед юніорів. У 2012 році став бронзовим призером Панамериканського чемпіонату серед юніорів.
Виступав за борцівський клуб Західного Університету, Лондон, Онтаріо. Тренер — Рей Такахасі (його батько).
Закінчив Університет Західного Онтаріо.

### Родина
Стівен є сином олімпійського борця, чемпіона Панамериканських ігор та Ігор Співдружності Рея Такахасі, племінником дзюдоїста, учасника двох Олімпійських ігор Філа Такахасі та дзюдоїстки тренера Тіни Такахасі, а також онуком дзюдоїста Масао Такахасі — володаря чорного поясу восьмого ступеня, що у 1969 році заснував школу бойових мистецтв Такахасі в Оттаві. Усі троє двоюрідних братів Стівена також займаються дзюдо, боротьбою та самбо.

## Спортивні результати на міжнародних змаганнях

### Виступи на Чемпіонатах світу
| Змагання                        | Збірна | Вагова категорія          | Місце |
| ------------------------------- | ------ | ------------------------- | ----- |
| Чемпіонат світу з боротьби 2014 | Канада | вільна боротьба, до 57 кг | 21    |
| Чемпіонат світу з боротьби 2017 | Канада | вільна боротьба, до 61 кг | 23    |

### Виступи на Панамериканських чемпіонатах
| Змагання                                   | Збірна | Вагова категорія                 | Місце  |
| ------------------------------------------ | ------ | -------------------------------- | ------ |
| Панамериканський чемпіонат з боротьби 2013 | Канада | вільна боротьба, до 55 кг        | 8      |
| Панамериканський чемпіонат з боротьби 2014 | Канада | вільна боротьба, до 57 кг        | Бронза |
| Панамериканський чемпіонат з боротьби 2015 | Канада | вільна боротьба, до 57 кг        | Бронза |
| Панамериканський чемпіонат з боротьби 2016 | Канада | греко-римська боротьба, до 59 кг | 10     |

### Виступи на Панамериканських іграх
| Змагання                  | Збірна | Вагова категорія          | Місце  |
| ------------------------- | ------ | ------------------------- | ------ |
| Панамериканські ігри 2011 | Канада | вільна боротьба, до 55 кг | Бронза |

### Виступи на Іграх Співдружності
| Змагання                | Збірна | Вагова категорія          | Місце  |
| ----------------------- | ------ | ------------------------- | ------ |
| Ігри Співдружності 2018 | Канада | вільна боротьба, до 57 кг | Срібло |

### Виступи на Чемпіонатах світу серед студентів
| Змагання                                        | Збірна | Вагова категорія          | Місце  |
| ----------------------------------------------- | ------ | ------------------------- | ------ |
| Чемпіонат світу з боротьби серед студентів 2012 | Канада | вільна боротьба, до 55 кг | 5      |
| Чемпіонат світу з боротьби серед студентів 2016 | Канада | вільна боротьба, до 57 кг | Бронза |

### Виступи на інших змаганнях
| Змагання                                                         | Збірна | Вагова категорія                 | Місце  |
| ---------------------------------------------------------------- | ------ | -------------------------------- | ------ |
| Кубок Канади з боротьби 2012                                     | Канада | вільна боротьба, до 55 кг        | Бронза |
| Золотий Гран-прі з боротьби 2013 (Сассарі)                       | Канада | вільна боротьба, до 55 кг        | Срібло |
| Літня Універсіада 2013                                           | Канада | вільна боротьба, до 55 кг        | 14     |
| Меморіал Вацлава Циолковського 2013                              | Канада | вільна боротьба, до 55 кг        | 7      |
| Франкомовні ігри 2013                                            | Канада | вільна боротьба, до 55 кг        | Срібло |
| Henri Deglane Challenge 2013                                     | Канада | вільна боротьба, до 55 кг        | 7      |
| Кубок Бразилії з боротьби 2014                                   | Канада | вільна боротьба, до 57 кг        | Бронза |
| Турнір міста Сассарі з боротьби 2015                             | Канада | вільна боротьба, до 57 кг        | 5      |
| Кубок Канади з боротьби 2015                                     | Канада | вільна боротьба, до 57 кг        | 6      |
| Гран-прі Іспанії з боротьби 2015                                 | Канада | вільна боротьба, до 57 кг        | 12     |
| Олімпійський кваліфікаційний турнір з боротьби 2016 (Фріско)     | Канада | греко-римська боротьба, до 59 кг | Бронза |
| Олімпійський кваліфікаційний турнір з боротьби 2016 (Улан-Батор) | Канада | греко-римська боротьба, до 59 кг | 21     |
| Кубок Канади з боротьби 2016                                     | Канада | вільна боротьба, до 57 кг        | 6      |
| Золотий Гран-прі з боротьби 2016                                 | Канада | вільна боротьба, до 57 кг        | 15     |
| Кубок Канади з боротьби 2017                                     | Канада | вільна боротьба, до 61 кг        | Золото |
| Франкомовні ігри 2017                                            | Канада | вільна боротьба, до 57 кг        | Золото |
| Клубний чемпіонат світу з боротьби 2017                          | Канада | команда                          | 10     |
| Міжнародний меморіал Дейва Шульца 2019                           | Канада | вільна боротьба, до 57 кг        | Срібло |

### Виступи на змаганнях молодших вікових груп
| Змагання                                                 | Збірна | Вагова категорія          | Місце  |
| -------------------------------------------------------- | ------ | ------------------------- | ------ |
| Панамериканський чемпіонат з боротьби серед кадетів 2008 | Канада | вільна боротьба, до 50 кг | Золото |
| Чемпіонат світу з боротьби серед юніорів 2009            | Канада | вільна боротьба, до 50 кг | 17     |
| Чемпіонат Співдружності з боротьби серед юніорів 2010    | Канада | вільна боротьба, до 54 кг | Золото |
| Панамериканський чемпіонат з боротьби серед юніорів 2010 | Канада | вільна боротьба, до 55 кг | Срібло |
| Чемпіонат світу з боротьби серед юніорів 2011            | Канада | вільна боротьба, до 55 кг | 10     |
| Панамериканський чемпіонат з боротьби серед юніорів 2012 | Канада | вільна боротьба, до 55 кг | Бронза |
| Чемпіонат світу з боротьби серед юніорів 2012            | Канада | вільна боротьба, до 55 кг | 19     |